# 1745
Évszázadok: 17. század – 18. század – 19. század
Évtizedek: 1690-es évek – 1700-as évek – 1710-es évek – 1720-as évek – 1730-as évek – 1740-es évek – 1750-es évek – 1760-as évek – 1770-es évek – 1780-as évek – 1790-es évek
Évek: 1740 – 1741 – 1742 – 1743 –  1744 – 1745 – 1746 – 1747 – 1748 – 1749 – 1750

## Események
- március 24. – [[Mária Terézia megszünteti a Bancalitast.[1]
- május 6. – Mária Terézia aláírja a jászok kiváltságlevelét, így a jászok engedélyt kapnak a szabadságuk visszavásárlására; ez a Redemptio.[2]
- szeptember 27. – A bassignanai csata, melyben a francia–spanyol haderő megveri a III. Károly Emánuel vezette osztrák–szárd hadsereget.[3]
- október 12. (Julián naptár szerint október 1.) – II. Tamar grúz királynőt és férjét, II. Tejmuráz kaheti királyt Mchetában Grúzia királyaivá koronázzák.
- december 25. – A drezdai osztrák–porosz béke megerősíti Poroszországot Szilézia birtokában.[4]

## Születések
- január 4. – Benkő Ferenc, református lelkész, mineralógus († 1816)
- január 6. – Jacques-Étienne Montgolfier, feltaláló, hőlégballon építő († 1799)
- február 14. – Sarah Lennox, Richmond 2. hercege leánya, előbb Charles Bunbury, majd pedig George Napier felesége († 1826)
- február 18. – Alessandro Volta, olasz fizikus († 1827)
- március 28. – Spissich János, Zala vármegye alispánja, a magyar jakobinus mozgalom tagja, a varasdi szabadkőműves páholy főmestere († 1804)
- május 3. – Ráday Gedeon, koronaőr, főispáni helytartó, belső titkos tanácsos († 1801)
- június 4. – Mitterpacher Dániel Antal, róm. kat. püspök († 1823)
- szeptember 16. – Mihail Illarionovics Kutuzov, orosz tábornok, a napóleoni háborúk hőse († 1813)
- november 9. – Johann Michael Bach, német zeneszerző († 1820)
- november 13. – Valentin Haüy francia hivatalnok, gyógypedagógus, a világ első vakok iskolájának megszervezője († 1822)

## Halálozások
- március 18. – Robert Walpole, brit államférfi (* 1676)
- október 19. – Jonathan Swift, ír-angol író (* 1667)
- november 16. – Johann Lukas von Hildebrandt, osztrák építész (* 1668)
- december 6. – Esterházy Imre, gróf, katolikus főpap, főkancellár. Ő koronázta meg Mária Teréziát. (* 1663)